# Peyrelongue-Abos
Peyrelongue-Abos település Franciaországban, Pyrénées-Atlantiques megyében. Lakosainak száma 146 fő (2022. január 1.). Peyrelongue-Abos Anoye, Lembeye, Luc-Armau, Lucarré, Momy és Samsons-Lion községekkel határos.

## Népesség
A település népességének változása:
| Lakosok száma | 145  | 147  | 150  | 150  | 152  | 157  | 159  | 153  | 146  |
|               | 2013 | 2015 | 2016 | 2017 | 2018 | 2019 | 2020 | 2021 | 2022 |